# فیلم‌شناسی مارگو رابی

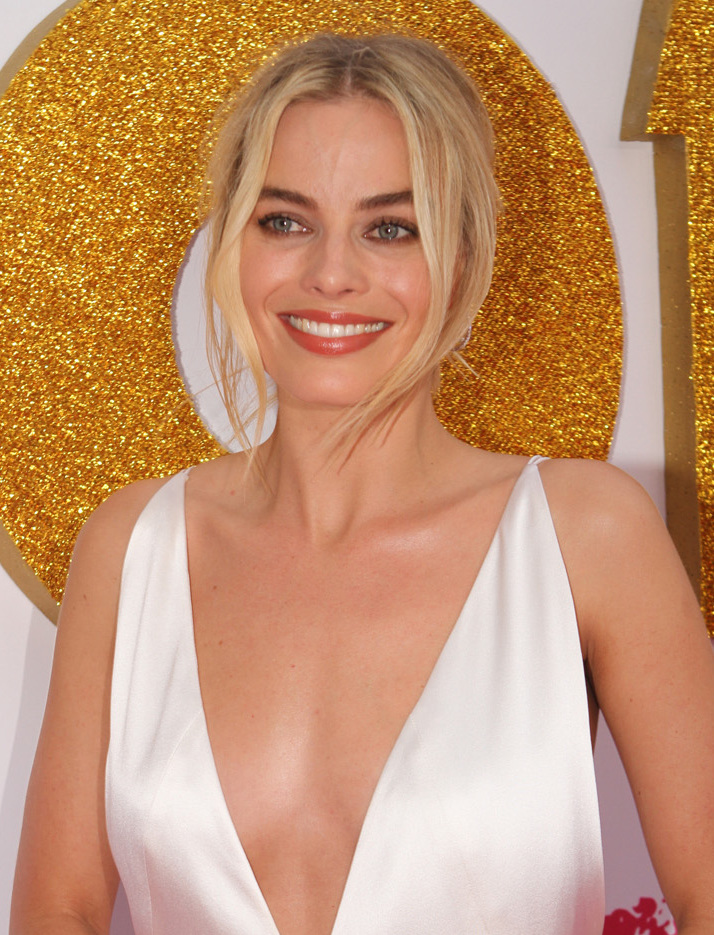
رابی در اولین نمایش استرالیایی فیلم من تونیا هستم (۲۰۱۸)

مارگو رابی بازیگر و تهیه‌کننده فیلم استرالیایی است که حرفه خود را در سال ۲۰۰۸ و با ایفای نقش در فیلم پارتیزان آغاز کرد. پس از آن رابی در سریال طولانی مدت استرالیایی همسایگان (۲۰۰۸–۲۰۱۱) به ایفای نقش پرداخت. از سال ۲۰۱۱ تا زمان لغو آن در سال ۲۰۱۲، او یک مهماندار را در مجموعه تلویزیونی پن ام به تصویر کشید. نقش اصلی او در گرگ وال استریت (۲۰۱۳) به کارگردانی مارتین اسکورسیزی در کنار لئوناردو دی‌کاپریو بود. در سال ۲۰۱۵، او در کنار ویل اسمیت در درام کمدی تمرکز بازی کرد. او در دنیای توسعه‌یافته دی‌سی نقش هارلی کوین را بازی کرد. همچنین در سال ۲۰۱۶، او نقش جین پورتر را در افسانه تارزان بازی کرد. در آن سال او همچنین میزبان یک قسمت از پخش زنده شنبه شب بود.
او برای بازی در نقش تونیا هاردینگ در فیلم بیوگرافی من تونیا هستم (۲۰۱۷)، نامزد دریافت جایزه اسکار بهترین بازیگر نقش اول زن شد. سال بعد، او الیزابت یکم انگلستان را در ماری ملکه اسکاتلند به تصویر کشید، که نامزدی دریافت جایزه انجمن بازیگران فیلم برای بهترین بازیگر نقش مکمل زن را به دست آورد. در همان سال، رابی صداپیشگی فلاپسی رابیت را در پیتر خرگوشه انجام داد. او برای بازی در نقش کارمند فاکس نیوز در بامب‌شل (۲۰۱۹) دومین نامزدی اسکار، این بار جایزه اسکار بهترین بازیگر نقش مکمل زن دریافت کرد. نقش آفرینی او در نقش شارون تیت در روزی روزگاری در هالیوود به کارگردانی کوئنتین تارانتینو (۲۰۱۹) نامزدی دریافت جایزه جایزه بفتای بهترین بازیگر نقش مکمل زن را برای وی به ارمغان آورد. در سال ۲۰۲۰، رابی بار دیگر نقش هارلی کوین را در پرندگان شکاری بازی کرد.
رابی همچنین چندین پروژه از جمله مجموعه تلویزیونی هولو (۲۰۱۹–اکنون) و فیلم زن جوان نویددهنده (۲۰۲۰) را تهیه‌کنندگی کرده‌است.

## فیلم
| Films that have not yet been released | فیلم‌هایی را نشان می‌دهد که هنوز اکران نشده‌اند |

| سال  | عنوان                          | نقش                              | یادداشت           | منا.        |
| ---- | ------------------------------ | -------------------------------- | ----------------- | ----------- |
| ۲۰۰۸ | پارتیزان                       | کاساندرا                         |                   | [ ۱ ]       |
| ۲۰۰۹ | آی‌سی‌یو                         | تریستان واترز                    |                   | [ ۲ ]       |
| ۲۰۱۳ | دربارهٔ زمان                    | شارلوت                           |                   | [ ۳ ]       |
| ۲۰۱۳ | گرگ وال استریت                 | نائومی لاپالیا                   |                   | [ ۴ ]       |
| ۲۰۱۵ | ز مثل زکریا                    | ان باردن                         |                   | [ ۵ ]       |
| ۲۰۱۵ | تمرکز                          | جس بارت                          |                   | [ ۶ ]       |
| ۲۰۱۵ | سوئیت فرانسوی                  | سیلین                            |                   | [ ۱ ] [ ۷ ] |
| ۲۰۱۵ | رکود بزرگ                      | خودش                             | حضور افتخاری      | [ ۸ ]       |
| ۲۰۱۶ | ویسکی تانگو فاکسترات           | تانیا                            |                   | [ ۹ ]       |
| ۲۰۱۶ | افسانه تارزان                  | جِین پورتر                        |                   | [ ۱۰ ]      |
| ۲۰۱۶ | جوخه انتحار                    | دکتر هارلین کوینزل / هارلی کوئین |                   | [ ۱۱ ]      |
| ۲۰۱۷ | خداحافظ کریستوفر رابین         | دافنه د شلینکورت                 |                   | [ ۱۲ ]      |
| ۲۰۱۷ | من تونیا هستم                  | تونیا هاردینگ                    | همچنین تهیه‌کننده  | [ ۱۳ ]      |
| ۲۰۱۸ | پیتر خرگوشه                    | صداپیشه فلاپسی خرگوشه            | همچنین روایت‌کننده | [ ۱ ]       |
| ۲۰۱۸ | ترمینال                        | آنی / بانی                       | همچنین تهیه‌کننده  | [ ۱۴ ]      |
| ۲۰۱۸ | Slaughterhouse Rulez           | آدری                             | حضور افتخاری      | [ ۱۵ ]      |
| ۲۰۱۸ | ماری ملکه اسکاتلند             | الیزابت یکم انگلستان             |                   | [ ۱۶ ]      |
| ۲۰۱۹ | سرزمین رؤیایی                  | الیسون ولز                       | همچنین تهیه‌کننده  | [ ۱۷ ]      |
| ۲۰۱۹ | روزی روزگاری در هالیوود        | شارون تیت                        |                   | [ ۱۸ ]      |
| ۲۰۱۹ | بامب‌شل                         | کایلا پاسپیسیل                   |                   | [ ۱۹ ]      |
| ۲۰۲۰ | پرندگان شکاری                  | دکتر هارلین کوینزل / هارلی کوئین | همچنین تهیه‌کننده  | [ ۲۰ ]      |
| ۲۰۲۰ | زن جوان آتیه‌دار                | –                                | تهیه‌کننده         | [ ۲۱ ]      |
| ۲۰۲۱ | پیتر خرگوشه ۲: فراری           | صداپیشه فلاپسی خرگوشه            |                   | [ ۲۲ ]      |
| ۲۰۲۱ | جوخه انتحار                    | دکتر هارلین کوینزل / هارلی کوئین |                   | [ ۲۳ ]      |
| ۲۰۲۲ | آمستردام                       | والری                            |                   | [ ۲۴ ]      |
| ۲۰۲۲ | بابیلون                        | نلی لاروی                        |                   | [ ۲۵ ]      |
| ۲۰۲۳ | استروید سیتی                   | بازیگر / همسر                    |                   | [ ۲۶ ]      |
| ۲۰۲۳ | باربی                          | باربی                            | همچنین تهیه‌کننده  | [ ۲۷ ]      |
| ۲۰۲۳ | سالتبرن                        | —                                | فقط تهیه‌کننده     | [ ۲۸ ]      |
| ۲۰۲۴ | مای اولد اس                    | —                                | فقط تهیه‌کننده     |             |
| ۲۰۲۵ | یک ماجراجویی بزرگ جسورانه زیبا | سارا                             |                   | [ ۲۹ ]      |

## تلویزیون
| سال             | عنوان                              | تقش             | یادداشت                                             | منا.                 |
| --------------- | ---------------------------------- | --------------- | --------------------------------------------------- | -------------------- |
| ۲۰۰۸            | Review with Myles Barlow           | کِلی             | قسمت: "Stealing, Dickheads, Risk"                   | [ ۳۰ ]               |
| ۲۰۰۸            | دایره جنایی                        | کیتلین برنتفورد | قسمت: "Somersaulting Dogs"                          | [ ۳۱ ]               |
| ۲۰۰۹            | The Elephant Princess              | ژولیت           | قسمت: "The Butterfly Effect" قسمت: "Butterfly Kiss" | [ ۳۲ ] [ ۳۳ ] [ ۳۴ ] |
| ۲۰۰۸–۲۰۱۱، ۲۰۲۲ | همسایگان                           | دانا فریدمن     | نقش ثابت                                            | [ ۳۵ ]               |
| ۲۰۰۹            | Talkin' 'Bout Your Generation      | خودش            | قسمت ۱                                              | [ ۳۶ ]               |
| ۲۰۱۱–۲۰۱۲       | پن ام                              | لائورا کامرون   | نقش اصلی                                            | [ ۳۷ ]               |
| ۲۰۱۵            | Neighbours 30th: The Stars Reunite | خودش            | Documentary                                         | [ ۳۸ ]               |
| ۲۰۱۵            | تخت‌گاز                             | خودش            | قسمت: #۲۲٫۴                                         | [ ۳۹ ] [ ۴۰ ]        |
| ۲۰۱۶            | پخش زنده شنبه شب                   | میزبان برنامه   | قسمت: "مارگو رابی/ د ویکند"                         | [ ۴۱ ]               |
| ۲۰۱۹–۲۰۲۲       | دال‌فیس                             | ایملدا          | قسمت: «ماما خرس»؛ همچنین تهیه‌کنندهٔ اجرایی           | [ ۴۲ ] [ ۴۳ ]        |
| ۲۰۲۱            | خدمتکار                            | —               | مینی‌سریال؛ فقط تهیه‌کنندهٔ اجرایی                     | [ ۴۴ ]               |
| ۲۰۲۲            | مایک                               | —               | مینی‌سریال؛ فقط تهیه‌کنندهٔ اجرایی                     | [ ۴۵ ]               |